# Морозов, Пётр Осипович
Пётр Осипович Морозов (13 [25] января 1854, Нижний Новгород — 8 февраля 1920, Петроград) — российский историк литературы и театровед; член-корреспондент Петербургской Академии наук (1912).

## Биография
Пётр Морозов родился 13 (25) января 1854 года в Нижнем Новгороде в семье провинциального чиновника. Сперва учился в нижегородской гимназии, затем поступил в Императорский Санкт-Петербургский университет, где успешно окончил курс в 1876 году по историко-филологическому факультету.
В 1880 году П. О. Морозов получил степень магистра за диссертацию «Феофан Прокопович как писатель» (СПб., 1880).
С 1884 по 1894 год Пётр Осипович Морозов был приват-доцентом истории русской словесности в альма-матер, затем перёшел на службу в Министерство финансов Российской империи.
В 1887 году под его редакцией вышло «Собрание сочинений Пушкина», изданное Литературным фондом; оно признавалось критиками лучшим среди подобных изданий вплоть до Октябрьской революции.
В 1889 году в Петербурге Пётр Осипович Морозов напечатал первый том «Истории русского театра» (до середины XVIII века). Также он издал следующие сочинения: «Е. И. Костров, его жизнь и произведения» (1875), «Алфавитный указатель к опыту российской библиографии Соникова» (1876) и университетская речь «Пушкин в русской критике» (1887).
Во «Всеобщей истории литературы» В. Ф. Корша и А. И. Кирпичникова им был составлен раздел славянской литературы. Также он принимал участие в написании «Энциклопедического словаря Брокгауза и Ефрона». В 1910 году расшифровал сохранившиеся отрывки, отдельные стихи из сожжённой X главы «Евгения Онегина». Послужил прототипом Трубачевского — главного героя романа В.Каверина «Исполнение желаний».
Пётр Осипович Морозов умер 8 февраля 1920 года в городе Петрограде.
Его сын Юрий (род. 1881) также посвятил свою жизнь искусству, став балетным критиком и издателем.